# Поломошное (Новичихинский район)
Поломошное — село в Новичихинском районе Алтайского края России. Административный центр и единственный населённый пункт Поломошенского сельсовета.

## География
Расположен на юго-западе края, у реки Солоновка и её запруды — пруда Церковный. В середине XIX в. пруд назывался озером Батюновым.
Климат
Климат континентальный, характеризуется коротким летом и малоснежными зимами с метелями.
Средняя температура января −18,8 °C, июля +20 °C. Годовое количество атмосферных осадков — 326 мм.

## История
Основано  в 1803 году (ранее называлось  д. Пачкалка, д. Поломошнова,  Поломошное Второе). Согласно  Закону Алтайского края от 05 октября 2007 года Поломошное возглавило образованное муниципального образования «Поломошенский сельсовет».

## Население
| 1859 | 1878 | 1893 | 1899 | 1916  | 1997 | 1998 | 1999 | 2000 | 2001 | 2002 |
| ---- | ---- | ---- | ---- | ----- | ---- | ---- | ---- | ---- | ---- | ---- |
| 156  | ↗509 | ↘392 | ↗967 | ↗3025 | ↘970 | ↘942 | ↘922 | ↗940 | ↘895 | ↘861 |
| 2003 | 2004 | 2005 | 2006 | 2007  | 2008 | 2009 | 2010 | 2011 | 2012 | 2013 |
| ↘846 | ↘814 | ↘788 | ↗806 | ↘726  | ↘680 | ↘667 | ↘645 | ↘644 | ↗650 | ↘648 |
| 2014 | 2015 | 2016 | 2017 | 2018  | 2019 | 2020 | 2021 |      |      |      |
| ↘621 | ↘604 | ↘589 | ↘559 | ↘556  | ↘542 | ↘514 | ↘496 |      |      |      |

Национальный состав
Согласно результатам переписи 2002 года, в национальной структуре населения русские составляли 97 % от 846 жителей.

## Известные жители, уроженцы
8 [21] ноября 1909 в селе Поломошное родился Михаи́л Семёнович Бубенно́в (1909—1983), русский советский прозаик и литературный критик, журналист, лауреат Сталинской премии первой степени (1948).

## Инфраструктура
МКОУ Поломошенская СОШ.
Отделение почтовой связи 659736.
Администрация Поломошенского сельсовета.
Мемориал воинам, погибшим в годы Великой Отечественной войны.

## Транспорт
Село доступно автомобильным транспортом по автодороге общего пользования регионального значения 01К-77 Новичиха — Поломошное — Лобаниха — Клепечиха  (идентификационный номер 01 ОП Р3 01К-77).